# Song ly to
Song ly to hay còn gọi là mộc tiền to, dây mỏ quạ, dây tổ kiến, tai chuột to (danh pháp hai phần: Dischidia major) là một loài dây leo ký sinh thuộc họ La bố ma (Apocynaceae), quả thường được dùng để ngâm làm rượu mỏ quạ.

## Mô tả
Dây mỏ quạ có quả giả giống mỏ con quạ, màu xanh chứa đầy nhựa màu trắng như sữa, bên trong có chứa nhiều chất mùn và kiến thường làm tổ trong đó (nên có tên gọi dây tổ kiến), rễ mỏ quạ phát triển trong những trái giả này để hút dưỡng chất, ngoài ra cây mỏ quạ còn có rễ ôm thân cây chủ. Lá mỏ quạ khá nhỏ, màu xanh, hoa 5 cánh màu hồng tím đường kính 3–4 mm.

## Sử dụng
Quả được dùng để ngâm rượu, có tác dụng khu phong, trừ thấp, hoạt huyết, giảm đau. Chuyên dùng cho các chứng tê thấp, đổ mồi hôi tay chân, đau lưng nhức mỏi...